# 夏兰·布伦南
夏兰·托马斯·布伦南（英語：Ciarán Thomas Brennan，2000年5月5日—）是一名愛爾蘭足球運動員，司職後衛，現時效力英乙球會斯温登。

## 球會生涯

### 谢周三
布伦南在2013年加盟谢周三U14，之後提升上青訓學院。2018年5月3日，他簽下首份職業合約。在2019和2020年他兩度與球會續約。2020年9月15日，他首次代表球會在職業比賽上場，參加英格蘭足球聯賽盃第二輪對罗奇代尔的比賽。
2019年9月20日，布伦南被外借至根斯堡三位一體為期一個月，期間踢了5場比賽，當選該月球會最佳球員。2021年5月20日，球會啟動一年延長權使他效力多一年。
2021年9月22日，他外借至諾士郡至11月27日，但在各項比賽上場5次後便提早在11月8日結租借。回到谢周三後，他獲得比以往更多上場機會，並與球會續約至2024年。
2022年7月1日，他被外借至斯温登至季末。

## 國家隊生涯
在2021年5月25日，布伦南首次獲徵召上愛爾蘭U21參加對瑞士，丹麥和澳洲的比賽，但後來他由於患病而退出。